# ブロンクスビル
ブロンクスビル（Bronxville）は、アメリカ合衆国ニューヨーク州のウェストチェスター郡にある村。
人口は6,656人（2020年）。行政上はイーストチェスター町に含まれる。ニューヨーク郊外の高級住宅街である。2020年アメリカ合衆国国勢調査によれば、平均世帯年収は20万6850ドルで全米最高水準である。村の条令で都市再開発を規制しているため村の人口は1930年からほとんど変化していない。

## 交通
鉄道はメトロノース鉄道ハーレム線のブロンクスビル駅が利用できる。グランド・セントラル駅までの距離は約25キロメートルである。路線バスは郡営のビーラインバスシステムが運行している。

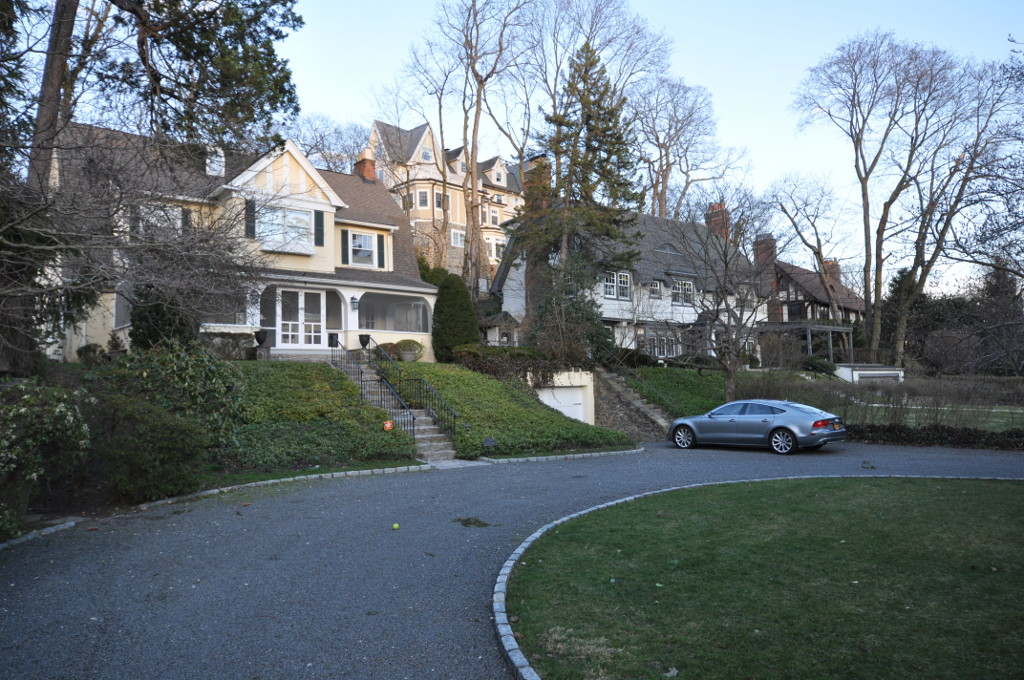
ローレンスパーク